# ECW Heat Wave

Logo d'Heat Wave

ECW Heat Wave était un show de catch produit par l'Extreme Championship Wrestling. Il est diffusé pour la première fois en pay-per-view en 1998.

## Résultats

### 1994
Heat Wave 1994 s'est déroulé le 16 juillet 1994 au ECW Arena de Philadelphie, Pennsylvanie
- Axl Rotten et Ian Rotten def. Hack Myers et Rockin' Rebel
- ECW World Television Championship: Mikey Whipwreck def. Chad Austin par disqualification
- Tommy Dreamer def. Stevie Richards
- Mr. Hughes def. Tommy Dreamer
- Sabu et Taz def. The Pitbulls (Pitbull #1 et Pitbull #2)
- The Sandman def. Tommy Cairo dans un Dueling Canes match
- ECW World Heavyweight Championship: Shane Douglas def. Sabu par décompte à l'extérieur
- The Public Enemy (Rocco Rock et Johnny Grunge) def. Terry Funk et Dory Funk, Jr. dans un Barbed wire match

### 1995
Heat Wave 1995 s'est déroulé le 15 juillet 1995 au ECW Arena de Philadelphie, Pennsylvanie
- Mikey Whipwreck def. Mike Norman
- Tony Stetson et Don E. Allen def. Raven et Stevie Richards par décompte à l'extérieur
- Hack Myers def. Val Puccio
- The Pitbulls (Pitbull #1 et Pitbull #2) et Tommy Dreamer def. Raven et The Dudley Boyz (Dudley Dudley et Snot Dudley)
- ECW World Heavyweight Championship : The Sandman def. Axl Rotten
- Dean Malenko et 2 Cold Scorpio def. Eddie Guerrero et Taz
- Luna Vachon def. Stevie Richards dans un Steel cage match
- The Gangstas (New Jack et Mustafa Saed) def. The Public Enemy (Rocco Rock et Johnny Grunge dans un Steel cage match

### 1996
Heat Wave 1996 s'est déroulé le 13 juillet 1996 au ECW Arena de Philadelphie, Pennsylvanie
- The Gangstas (New Jack et Mustafa Saed) ont combattu Samoan Gangstas Party (Fatu et Samu) pour un match nul
- Mikey Whipwreck def. Paul Lauria (1:32)
- ECW World Tag Team Championship: The Eliminators (John Kronus et Perry Saturn) def. Sabu et Mikey Whipwreck (12:02)
- The Dudley Boyz (Buh Buh Ray Dudley et Big Dick Dudley) def. The Full Blooded Italians (Little Guido et JT Smith) (6:38)
- Tarzan Goto def. Axl Rotten (7:02)
- ECW World Television Championship: Shane Douglas def. Chris Jericho, 2 Cold Scorpio et Pitbull #2 dans un Four Corners Match
- Louie Spicolli def. El Puerto Ricano
- Sabu def. Louie Spicolli (11:36)
- The Sandman, Terry Gordy et Tommy Dreamer def. Raven, Brian Lee et Stevie Richards dans un Steel cage match

### 1997
Heat Wave 1997 s'est déroulé le 19 juillet 1997 au ECW Arena de Philadelphie, Pennsylvanie
- Mikey Whipwreck et Spike Dudley def. PG-13 (JC Ice et Wolfie D) et Jason dans un match Handicap
- Axl Rotten def. Tracey Smothers
- John Kronus def. Pablo Marquez
- Chris Candido et Bam Bam Bigelow def. Chris Chetti et Balls Mahoney
- ECW World Television Championship: Taz def. Lance Storm
- ECW World Heavyweight Championship: Terry Funk a combattu Shane Douglas pour un match nul
- ECW Tag Team Championship : The Gangstas (New Jack et Mustafa Saed) def. The Dudley Boyz (Buh Buh Ray et D-Von Dudley) dans un steel cage weapons match
- Rob Van Dam, Sabu et Jerry Lawler def. Tommy Dreamer, The Sandman et Rick Rude dans un steel cage match.

### 1998
Heat Wave 1998 s'est déroulé le 2 août 1998 au Hara Arena de Dayton, Ohio.
- Dark match: The Hardcore Chair Swingin' Freaks (Balls Mahoney et Axl Rotten) def. The F.B.I. (Little Guido et Tracey Smothers)
- Justin Credible def. Jerry Lynn (14:36)
  - Credible a effectué le tombé sur Lynn.
- Chris Candido def. Lance Storm (11:00)
  - Candido a effectué le tombé sur Storm après un top rope Powerbomb.
- Masato Tanaka def. Mike Awesome (11:49)
  - Tanaka a effectué le tombé sur Awesome après un tornado DDT sur deux chaises.
- Sabu et Rob Van Dam def. Hayabusa et Jinsei Shinzaki pour conserver le ECW Tag Team Championship (20:51)
  - Sabu pinned Shinzaki.
- Taz def. Bam Bam Bigelow dans un Falls Count Anywhere match pour conserver le ECW FTW Heavyweight Championship (13:21)
  - Taz a fait abandonner Bigelow.
- Tommy Dreamer, Spike Dudley et The Sandman def. The Dudley Boyz (Buh Buh Ray, D-Von et Big Dick) dans un Street Fight (14:26)
  - Dreamer a effectué le tombé sur Buh Buh après un DDT sur une échelle.

### 1999
Heat Wave 1999 s'est déroulé le 18 juillet 1999 au Hara Arena de Dayton, Ohio.
- Dark match : Vito LoGrasso def. Simon Diamond
  - LoGrasso a effectué le tombé sur Diamond.
- Chris Chetti et Nova def. Danny Doring et Amish Roadkill (w/Miss Congeniality) (7:03)
  - Roadkill a subi le compte de trois.
- Jazz def. Jason Knight (6:33)
  - Jazz a effectué le tombé sur Knight.
- Super Crazy def. Little Guido (w/Sal E. Graziano) (12:31)
  - Crazy a effectué le tombé sur Guido.
- Balls Mahoney et Spike Dudley def. The Dudley Boyz (Buh Buh Ray et D-Von) (w/Joel Gertner et Sign Guy Dudley) su tombé pour remporter le ECW Tag Team Championship (15:41)
  - Mahoney a effectué le tombé sur Buh Buh et Spike sur D-Von.
  - Après le match, les Dudleyz jettaient Mahoney à travers une table enflammée jusqu'à l'intervention de New Jack.
- Pendant une entrevue avec Tommy Dreamer et Francine, intervention de Steve Corino qui se fait battre par Francine.
- Taz def. Yoshihiro Tajiri pour conserver le ECW World Heavyweight Championship (10:06)
- Rob Van Dam et Jerry Lynn (w/Bill Alfonso) def. The Impact Players (Lance Storm et Justin Credible) (w/Dawn Marie) (21:07)
  - Lynn a effectué le tombé sur Storm.
  - Plus tard dans le match, Sabu court vers le ring et attaque Credible.

### 2000
Heat Wave 2000 s'est déroulé le 16 juillet 2000 au Grand Olympic Auditorium de Los Angeles, Californie.
- Sal E. Graziano (w/Tony Mamaluke) def. Balls Mahoney (1:39)
  - Graziano a effectué le tombé sur Mahoney après une Belly to Belly Suplex.
- Kid Kash, Danny Doring et Amish Roadkill def. Simon Diamond, C.W. Anderson et Johnny Swinger (11:03)
  - Kash a effectué le tombé sur Swinger après un Money Maker.
- Jerry Lynn def. Steve Corino (w/Jack Victory) (15:25)
  - Lynn a effectué le tombé sur Corino après un Cradle Piledriver.
- Chris Chetti et Super Nova def. Da Baldies (Tony DeVito et Angel) (4:39)
  - Nova a effectué le tombé sur Angel après un Tidal Wave.
- Yoshihiro Tajiri def. Mikey Whipwreck, Little Guido et Psicosis dans un Four-Way Dance (9:17)
  - Guido a effectué le tombé sur Whipwreck sur une Bridging German Suplex (1:36)
  - Tajiri a effectué le tombé sur Psicosis après une Dragon Suplex (4:28)
  - Tajiri a effectué le tombé sur Guido après un Brainbuster sur une chaise (9:17)
- Rhino def. The Sandman pour conserver le ECW World Television Championship (8:39)
  - Rhino a effectué le tombé sur Sandman après un Piledriver sur un grillage.
- Rob Van Dam (w/Bill Alfonso) def. Scotty Anton (19:02)
  - Van Dam a effectué le tombé sur Anton après un Van Terminator.
- Justin Credible (w/Francine) def. Tommy Dreamer (w/Jazz et George) dans un Stairway to Hell match pour conserver le ECW World Heavyweight Championship (14:58)
  - Credible a effectué le tombé sur Dreamer après un That's Incredible! sur du barbelé.